# Ove Kindvall
Ove Kindvall   (Norrköping, 16 de maig de 1943 - municipi de Sollentuna, 5 d'agost de 2025) fou un exfutbolista suec de la dècada de 1960, 43 cops internacional amb la selecció sueca amb la qual participà en la Copa del Món de Futbol de 1970 i 1974.
Pel que fa a clubs, defensà els colors d'IFK Norrköping, Feyenoord i IFK Göteborg.

## Referències

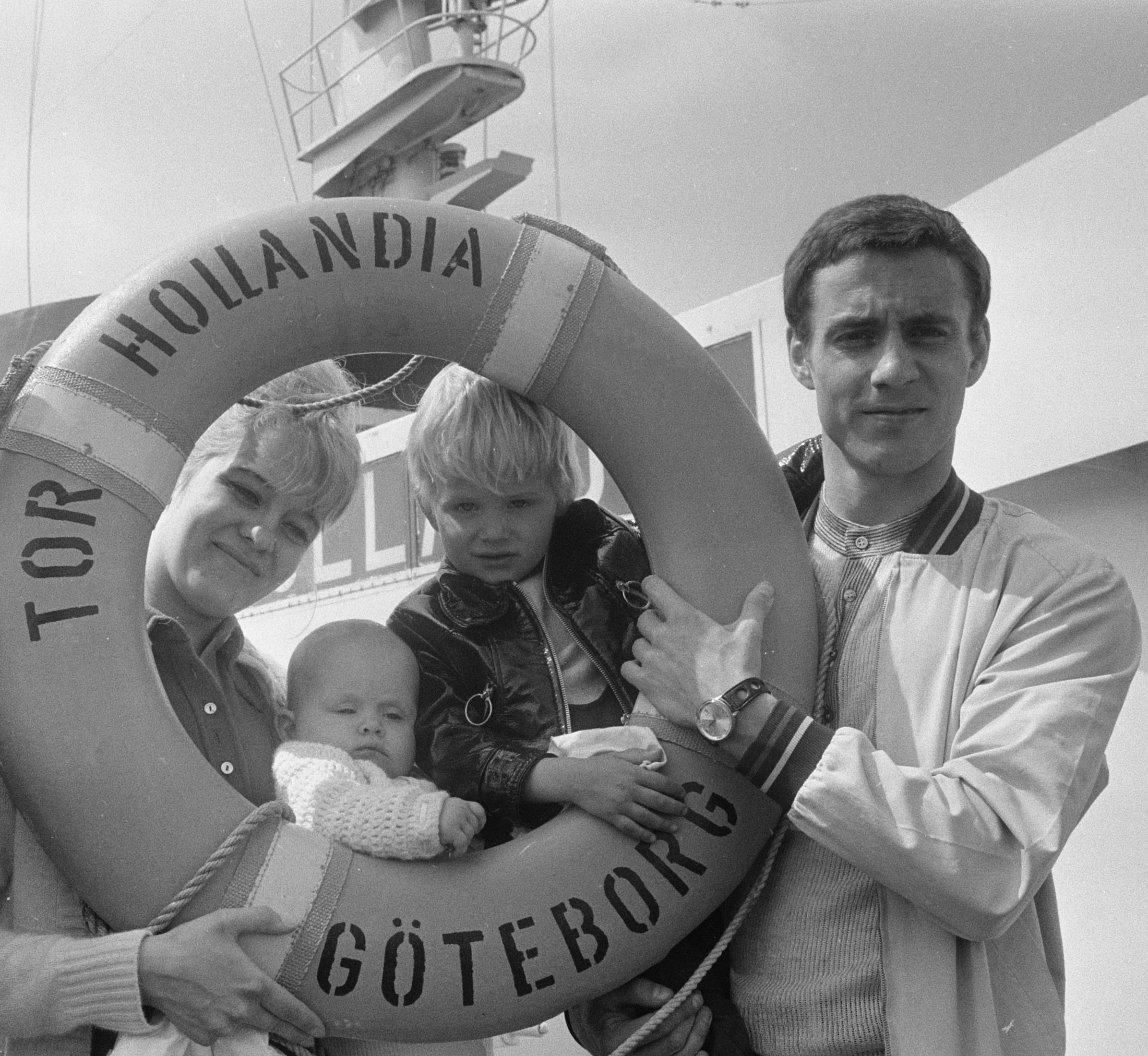
Ove Kindvall i família el 1970.